# Mountain View (Oklahoma)
Mountain View es un pueblo ubicado en el condado de Kiowa en el estado estadounidense de Oklahoma. En el año 2010 tenía una población de 1168 habitantes y una densidad poblacional de 292,14 personas por km².

## Geografía
Mountain View se encuentra ubicado en las coordenadas 35°6′1″N 98°44′59″O / 35.10028, -98.74972 (35.100293, -98.749601).

## Demografía
Según la Oficina del Censo en 2000 los ingresos medios por hogar en la localidad eran de $21,583 y los ingresos medios por familia eran $33,333. Los hombres tenían unos ingresos medios de $23,250 frente a los $19,375 para las mujeres. La renta per cápita para la localidad era de $16,677. Alrededor del 20.3% de la población estaban por debajo del umbral de pobreza.